# Jacek Soliński
Jacek Soliński (ur. 1957 w Bydgoszczy) – polski grafik, malarz, publicysta plastyczny i wydawca.

## Życiorys
Jest absolwentem PLSP w Bydgoszczy. Od 1979 roku prowadzi – wspólnie z Janem Kają – Galerię Autorską. Dokumentacja działalności Galerii Autorskiej i dokonania jej twórców eksponowane były m.in. w Bydgoszczy, Lublinie, Warszawie, Krakowie, Gdańsku, Sopocie, Toruniu, Wrocławiu, Łodzi, oraz za granicą w: Rzymie, Paryżu, Tokio, Edynburgu, Pradze, Beroun i Krakovcu.
W latach 1987–1992 studiował teologię w Prymasowskim Instytucie Kultury Chrześcijańskiej w Bydgoszczy (filia Papieskiego Wydziału Teologicznego UAM w Poznaniu) – dyplom uzyskał w 1994 roku. Należy do Związku Polskich Artystów Plastyków. Jest bratem poety, pisarza i wydawcy Krzysztofa Solińskiego.

## Twórczość
Na początku lat 80. realizował projekty konceptualne. Od 1986 roku realizuje w Galerii Autorskiej corocznie jednodniową wystawę linorytów. Razem z Janem Kają prowadzi wydawnictwo Galerii Autorskiej. Nakładem tej oficyny ukazało się ponad 150 publikacji (katalogów do wystaw, unikatowych książek autorskich, tekstów krytycznych, esejów, tomików poezji, prozy, książek filozoficznych i albumów monograficznych).
Opublikował własnym sumptem, w technice linorytu, trzy książki unikatowe:
- W sercowiejnym dnieniu (1982 – nakład 100+25 egzemplarzy)
- Odmawianie czasu przeznaczonego (1983 – nakład 100+25 egzemplarzy)
- Walki z potworami (1985).

W latach 1980–1983 wydał pięć tomików prozą. Jest również autorem publikacji, w których łączy cykle linorytów z epigramami, modlitwami, poezją i prozą:
- Strony pamięci (1989)
- Pochylenie (1993)
- Wejście do ciszy (1993)
- Wielki Tydzień (1996)
- Podróżnicy sumienia (1996)
- Czytanie istnienia (1997)
- Przechodnie i aniołowie (2000).

Jest autorem malarskiego cyklu 366 wizerunków aniołów Opiekunowie czasu. W ramach tego cyklu wydał 10 zbiorów (podcykli) obrazów w połączeniu z tekstami przyjaciół: Aniołowie wybranych dni roku (1999), Aniołowie ukojenia (2005), Aniołowie poetów (2009), Aniołowie filozofów (2010), Aniołowie podróżników (2011), Aniołowie domu (2012), Aniołowie powszednich dni (2012), Aniołowie teologów (2013), Aniołowie ostatnich dni (2014) i Aniołowie przyjaciół (aneks, 2015).
Autor kilkudziesięciu publikacji prasowych (eseje, felietony z zakresu historii sztuki, literatury i filozofii, recenzje) w czasopismach polskich, m.in.: „Topos", „Przegląd Artystyczno-Literacki", Polski Magazyn w regionie, „Kwartalnik Artystyczny Pomorza i Kujaw", oraz kwartalniku polonijnym: „Polski Magazyn w UK".

### Przykładowe prace (linoryty i malarstwo)

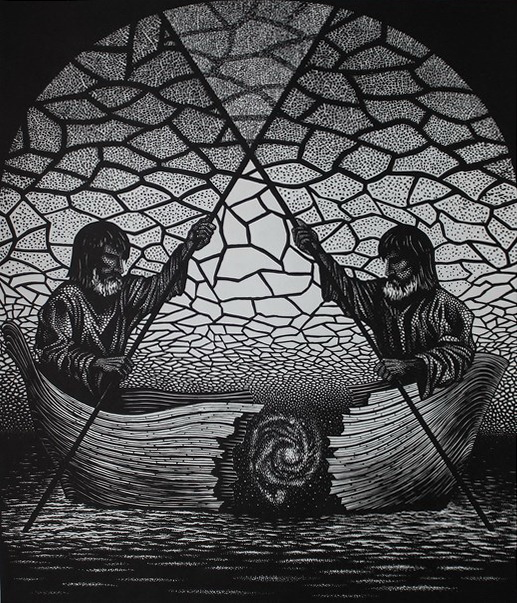
„Nauka pokory” (wersja 2) (1988-2001)
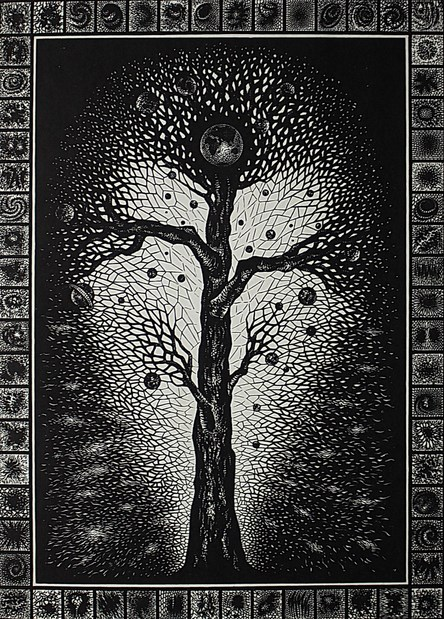
„Drzewo Wszechświata” (I – IV-1990)
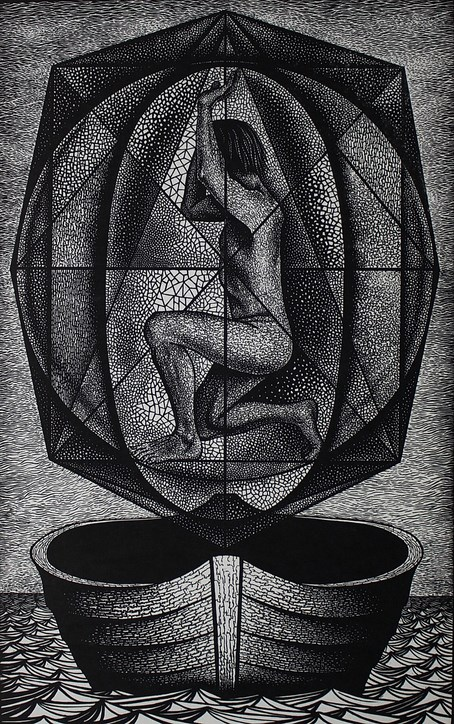
„Wyznaczona pora” (IV – V 1992)
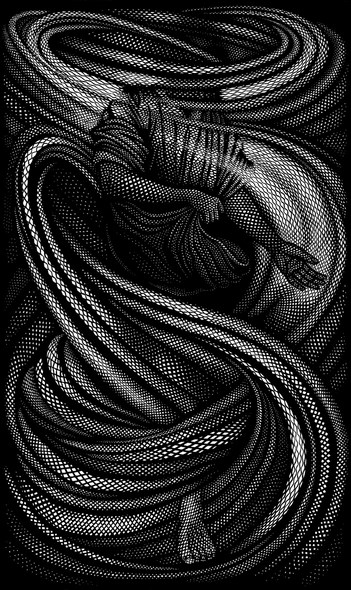
„Siewca i wiatr (1993)
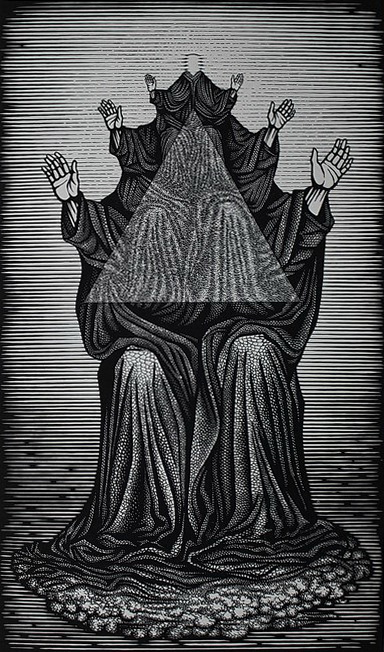
„Wypowiedzenie imienia” (VI-1994)
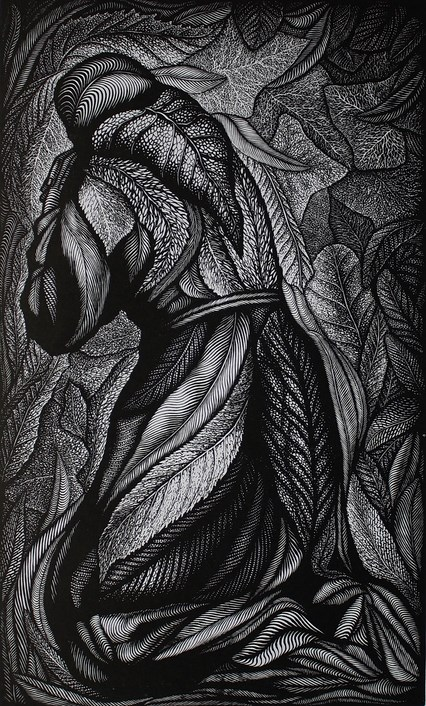
„Słuchanie szelestu liścia” (VI-1994)
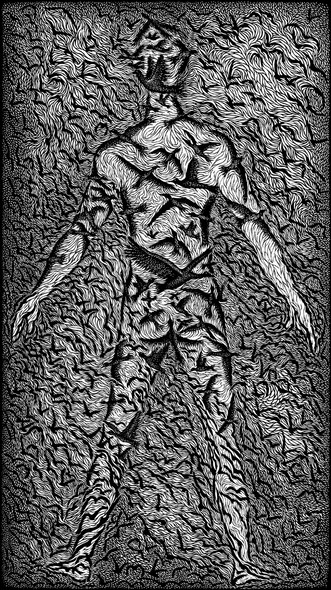
„W każdym momencie” (1995)
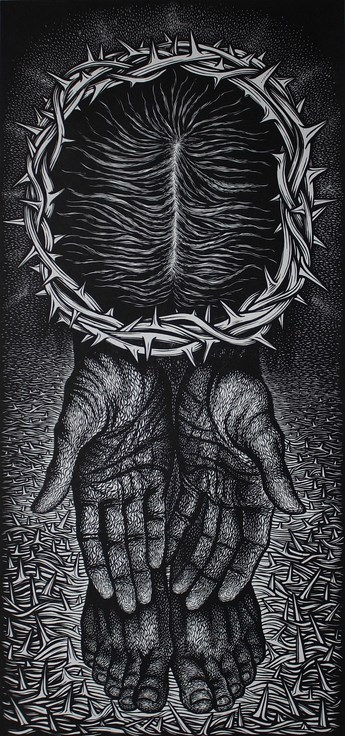
„Przesłanie dla podróżnych” (VII-VIII 1996)
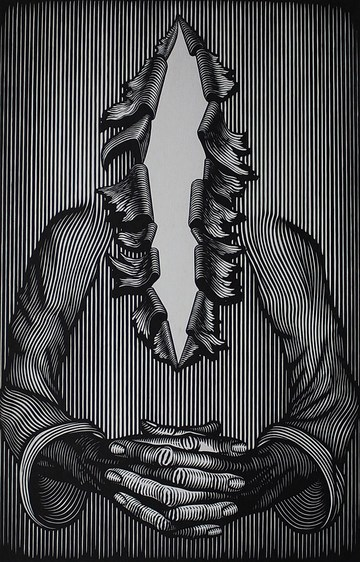
„Otwieranie obecności” (VIII – 1996)
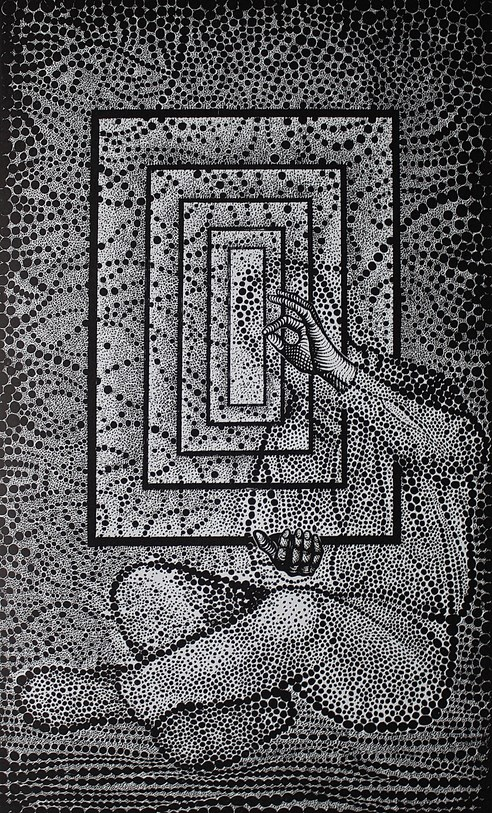
„Układanie kamyków” (IX-2001)
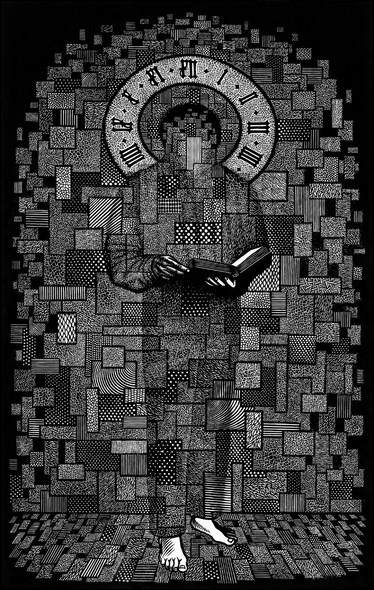
„...i szum jego słyszysz, lecz nie wiesz, skąd pochodzi i dokąd zmierza” (V-VI-2002)
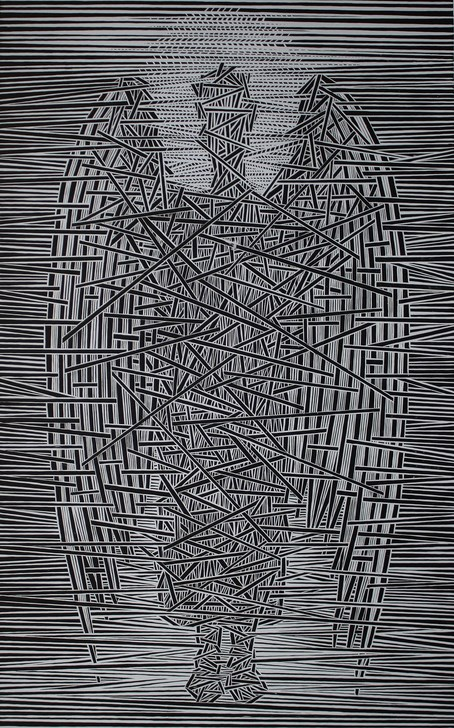
bez tytułu (IX -2002)
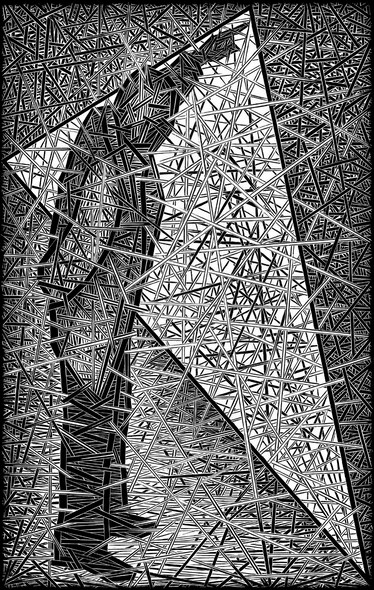
„Domniemana przestrzeń” (2009)
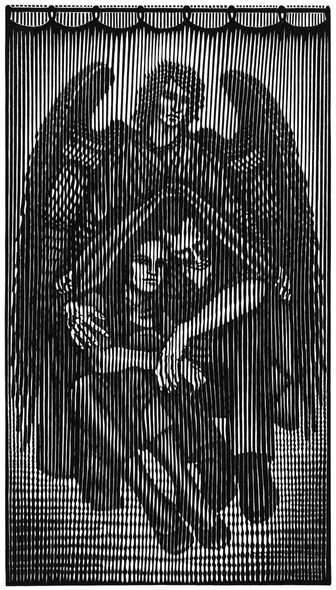
„Zasłona” (2015)
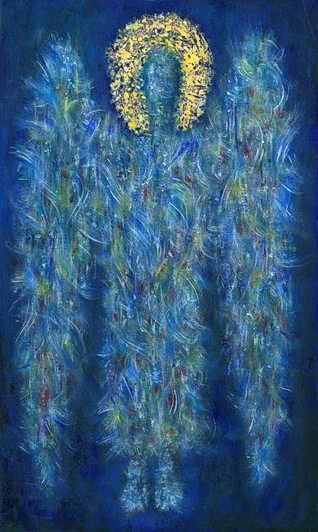
Anioł 1 dnia (wersja 2)
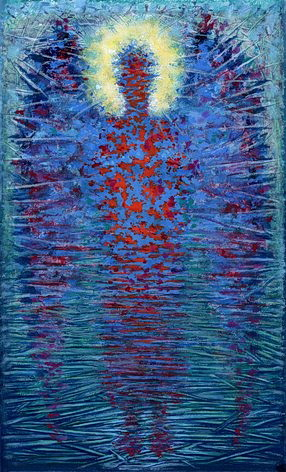
Anioł 29 dnia.
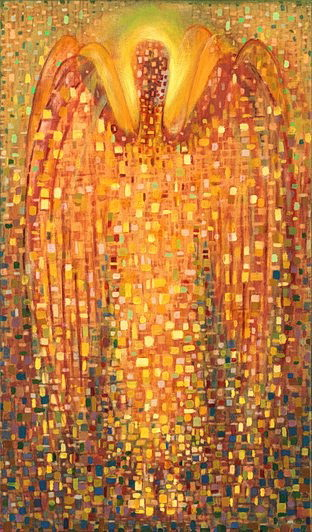
Anioł 114 dnia.
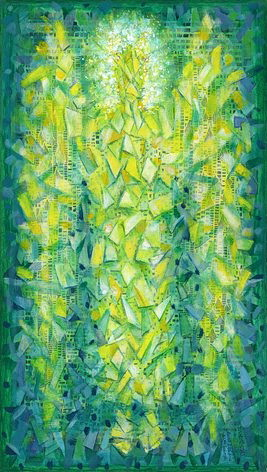
Anioł 116 dnia.
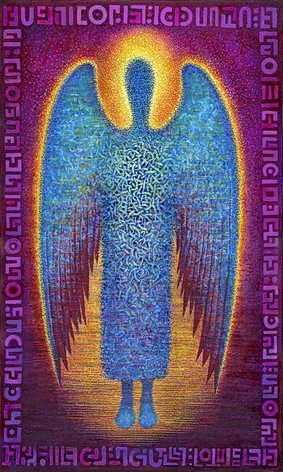
Anioł 165 dnia.
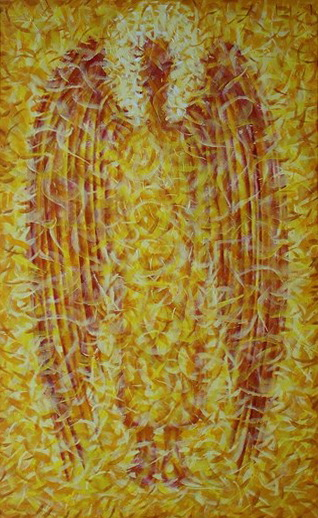
Anioł 168 dnia.
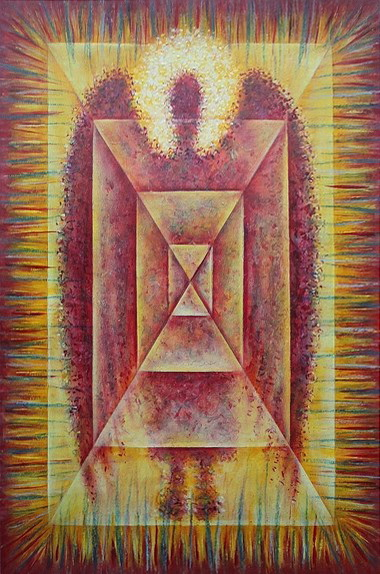
Anioł 169 dnia.
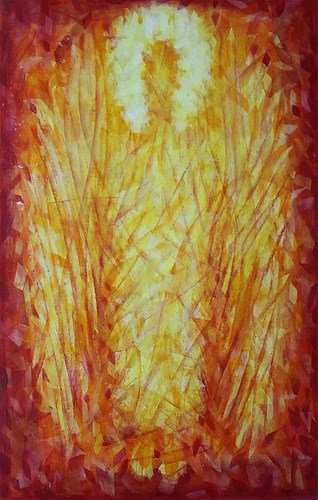
Anioł 197 dnia.
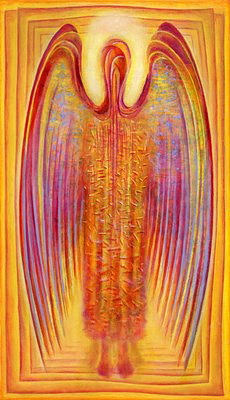
Anioł 229 dnia.
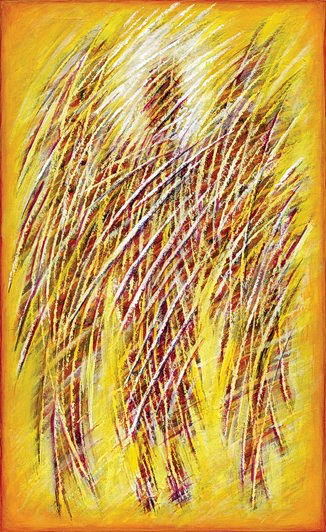
Anioł 254 dnia.
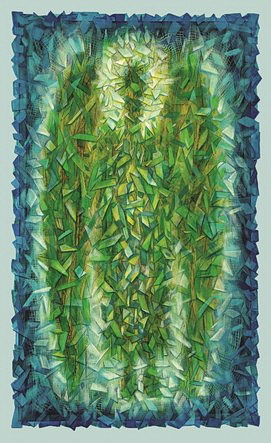
Anioł 279 dnia.
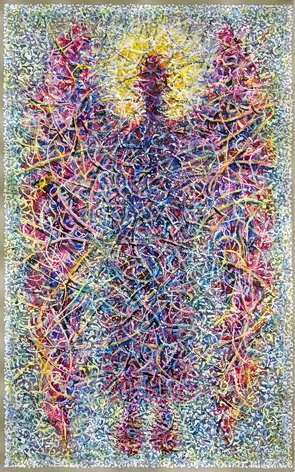
Anioł 314 dnia.
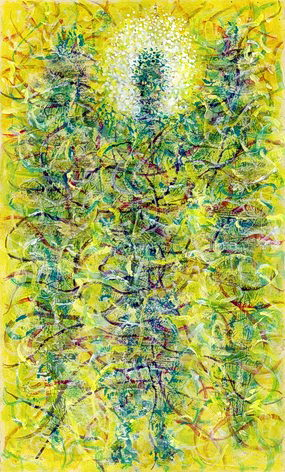
Anioł 325 dnia.
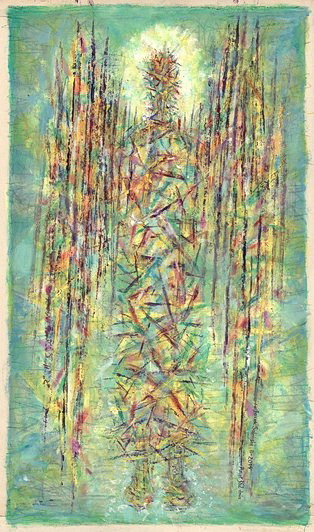
Anioł 362 dnia.

## Wyróżnienia i nagrody
Jest stypendystą miasta Düsseldorf (1985) i Ministerstwa Kultury i Sztuki (1990) oraz Prezydenta Miasta Bydgoszczy (1998). Otrzymał m.in. Nagrodę Kogi Gdańskiej (1984), Nagrodę Faktów (1988), Medal za Twórczy Wkład w Kulturę Chrześcijańską (2002), Medal Prezydenta Miasta za szczególne zasługi dla Bydgoszczy (2004), Bydgoską Nagrodę Strzała Łuczniczki za wydanie Książki Roku (2005, 2007 i 2009), Nagrodę Ryszarda Milczewskiego-Bruno Gaśnica terenowa (2007). W 2015 roku Jacek Soliński został odznaczony odznaką honorową „Zasłużony dla Kultury Polskiej”, w 2018 roku Medal 100-lecia Odzyskania Niepodległości, w 2019 roku otrzymał Brązowy Medal „Zasłużony Kulturze Gloria Artis”, w 2021 roku nagrodę „Honorowy Świadek Koronny Polskiej Kultury”, w 2023 roku Medal Kazimierza Wielkiego.